# Linum amurense
Linum amurense là một loài thực vật có hoa trong họ Linaceae. Loài này được Alef. mô tả khoa học đầu tiên năm 1867.